# Ziway
Ziway är en ort i Etiopien.   Den ligger i regionen Oromia, i den centrala delen av landet, 120 km söder om huvudstaden Addis Abeba. Ziway ligger 1 649 meter över havet och antalet invånare är 49 416. Den ligger vid sjön Ziway Hāyk'.
Terrängen runt Ziway är platt norrut, men söderut är den kuperad. Terrängen runt Ziway sluttar österut. Runt Ziway är det ganska tätbefolkat, med 100 invånare per kvadratkilometer. Det finns inga andra samhällen i närheten. Trakten runt Ziway består till största delen av jordbruksmark.